# Wurmbea
Die Pflanzengattung Wurmbea gehört zur Familie der Zeitlosengewächse (Colchicaceae). Die etwa 50 Arten kommen in Afrika und Australien vor.

## Beschreibung

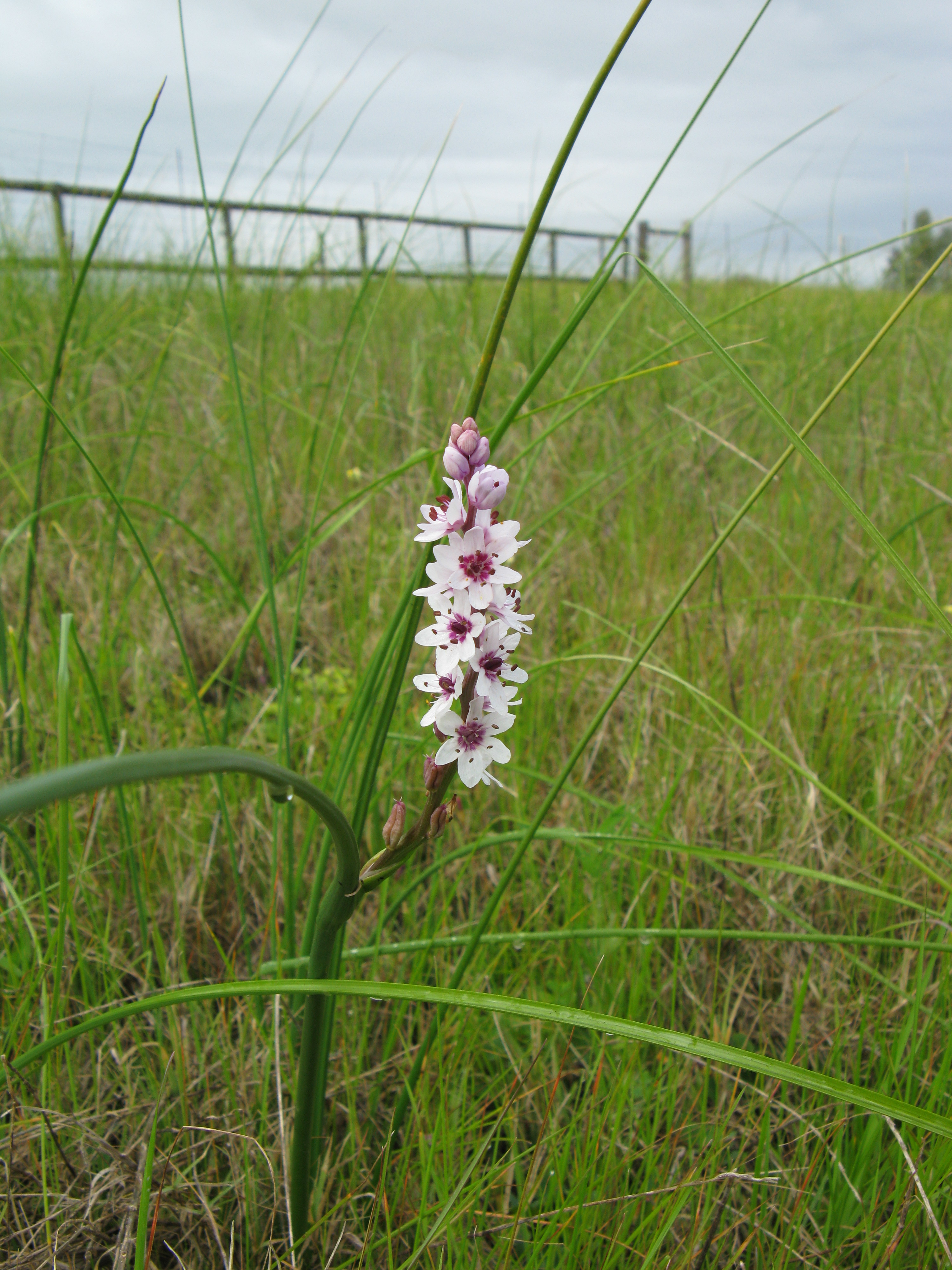
Habitus und Blütenstand von Wurmbea stricta

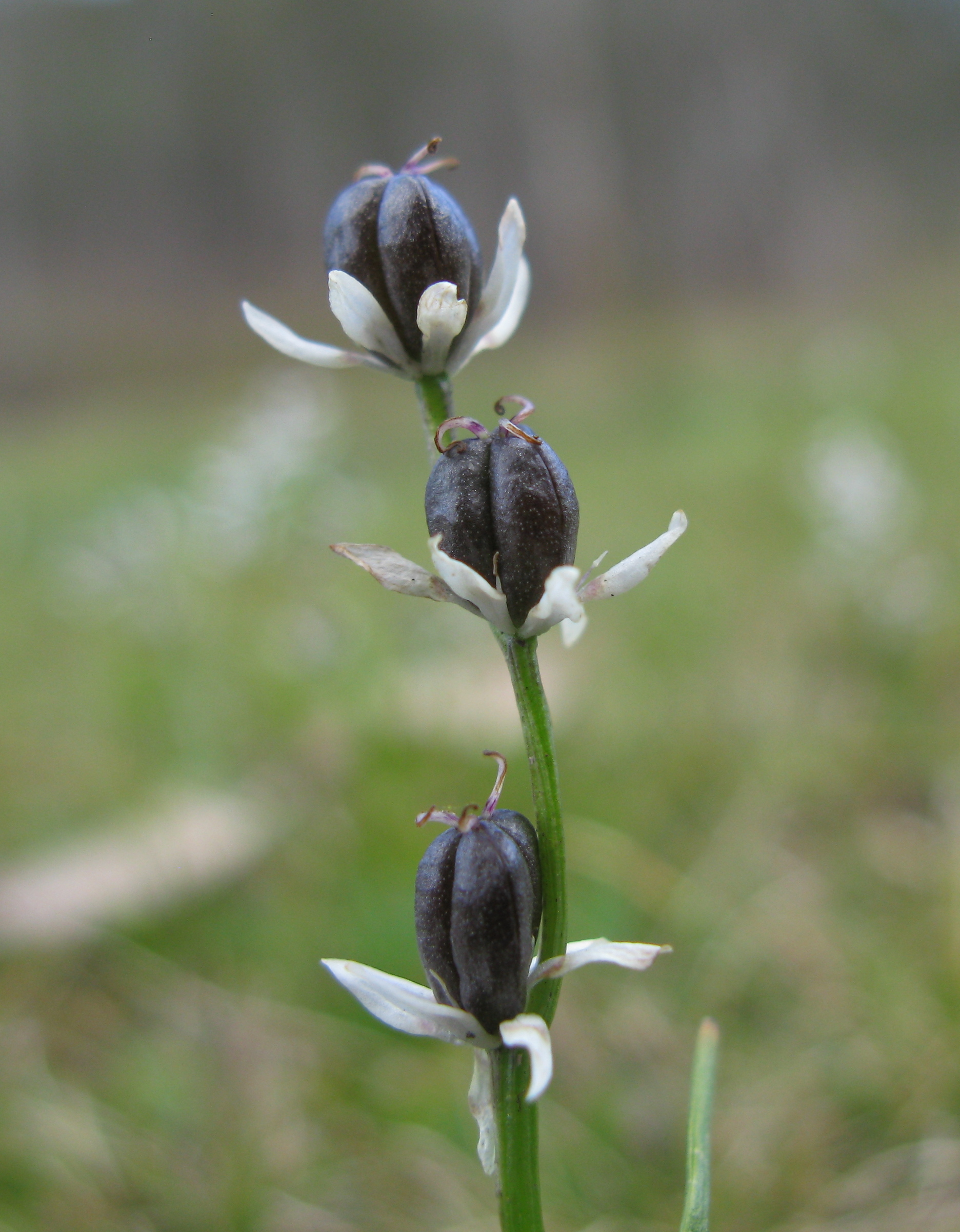
Früchte von Wurmbea dioica

### Erscheinungsbild und Blätter
Wurmbea-Arten wachsen als ausdauernde krautige Pflanzen. Diese Geophyten bilden als Speicherorgane unterirdische, eiförmige bis fast kugelige Sprossknollen, die von einer dunklen ledrigen oder pergamentartigen Tunika bedeckt sind. Die oberirdischen Pflanzenteile sind kahl. Die aufrechten, unverzweigten Stängel sind beblättert.
Die Laubblätter verwelken in der Trockenzeit und werden in der Regenzeit wieder neu gebildet. Es sind zwei bis vier grundständige und/oder wechselständig, spiralig oder zweizeilig am Stängel angeordnete Laubblätter vorhanden, die in Blattscheide und Blattspreite gegliedert sind. Die einfache Blattspreite ist je nach Art fadenförmig bis eiförmig parallelnervig.

### Blütenstände und Blüten
Es gibt australische Wurmbea-Arten (beispielsweise Wurmbea dioica, Wurmbea biglandulosa) die zweihäusig getrenntgeschlechtig (diözisch) bis gynodiözisch sind; bei den anderen Wurmbea-Arten sind die Blüten alle zwittrig. Es können unverzweigte Blütenstandsschäfte vorhanden sein. Die ungestielten Blüten stehen einzeln oder zu mehreren in endständigen, ährigen Blütenständen zusammen. Es sind keine Tragblätter vorhanden.
Die oft unangenehm riechenden Blüten sind radiärsymmetrisch und meist dreizählig. Die meist sechs, selten sieben oder acht, gleichgestaltigen Blütenhüllblätter sind nur an ihrer Basis oder zu einer Röhre verwachsen und haltbar. Die Blütenhüllblätter stehen stern- bis trompetenförmig zusammen und sind im oberen Bereich aufrecht bis zurückgebogen; bei Fruchtreife sind sie immer zurückgebogen. Nahe der Basis der Blütenhüllblätter sind jeweils ein oder zwei Nektarien vorhanden, die anfangs dunkler gefärbt sind als die Blütenhüllblätter, aber später die gleiche Farbe besitzen wie diese. Die Farben der Blütenhüllblätter reichen von weiß über cremefarben bis gelb und braun oder rot; oft sind die Ränder und Spitzen dunkler gefärbt. Es sind zwei Kreise mit je drei Staubblättern vorhanden. Die an der Basis der Blütenhüllblätter oder am oberen Bereich der Blütenröhre inserierten, untereinander freien Staubfäden sind kurz und etwas flach. Die meist dorsifixen oder selten basifixen, frei beweglichen Staubbeutel sind nach außen gebogen und öffnen sich mit Längsschlitzen. Meist drei, selten vier Fruchtblätter sind zu einem zylindrischen und tief gelappten, oberständigen, meist drei-, selten vierkammerigen Fruchtknoten verwachsen. In zentralwinkelständiger Plazentation sind viele Samenanlagen vorhanden. Die meist drei kurzen Griffeläste sind höchstens an ihrer Basis verwachsen.

### Früchte und Samen
Die lokuliziden und/oder septiziden Kapselfrüchte enthalten viele Samen. Die mehr oder weniger kugelförmigen Samen besitzen eine braune bis schwarze Samenschale (Testa).

### Chromosomenzahlen
Die Chromosomengrundzahl beträgt x = 11 oder 10.

## Ökologie
Die Bestäubung erfolgt durch Insekten (Entomophilie). Bei Arten mit cremefarbenen bis braunen Blüten, die mehr oder weniger unangenehm riechen werden Aas- und Stubenfliegen als Bestäuber angelockt.

## Vorkommen und Gefährdung
Die Gattung Wurmbea besitzt auf der Südhalbkugel ein disjunktes Areal mit einer Art in Bergregionen des tropischen Afrika sowie jeweils über 20 Arten im Südlichen Afrika und im gemäßigten bis subtropischen Australien. Von den etwa 27 australischen Arten kommen je etwa 15 in South Australia und Western Australia vor. In Südafrika kommen etwa 22 Arten vor, davon in der Capensis etwa 13 Arten.
Es gibt Wurmbea-Arten in Sommer- und Winterregengebieten. Die südafrikanischen Arten kommen hauptsächlich in Winterregengebieten vor, aber auch in den Drakensbergen von KwaZulu-Natal und dem Ostkap.
In Südafrika wird nur eine Art, Wurmbea robusta, als „Critically Endangered“ = „vom Aussterben bedroht“ bewertet. Als „Vulnerable“ = „gefährdet“ gelten Wurmbea capensis, Wurmbea compacta, Wurmbea hiemalis sowie Wurmbea inusta. Die anderen in Südafrika vorkommenden Arten werden als „Least Concern“ = „nicht gefährdet“ eingeschätzt oder es liegen keine Bewertungen vor.
In Australien werden Wurmbea calcicola sowie Wurmbea tubulosa als „Endangered“ = „stark gefährdet“ bewertet.

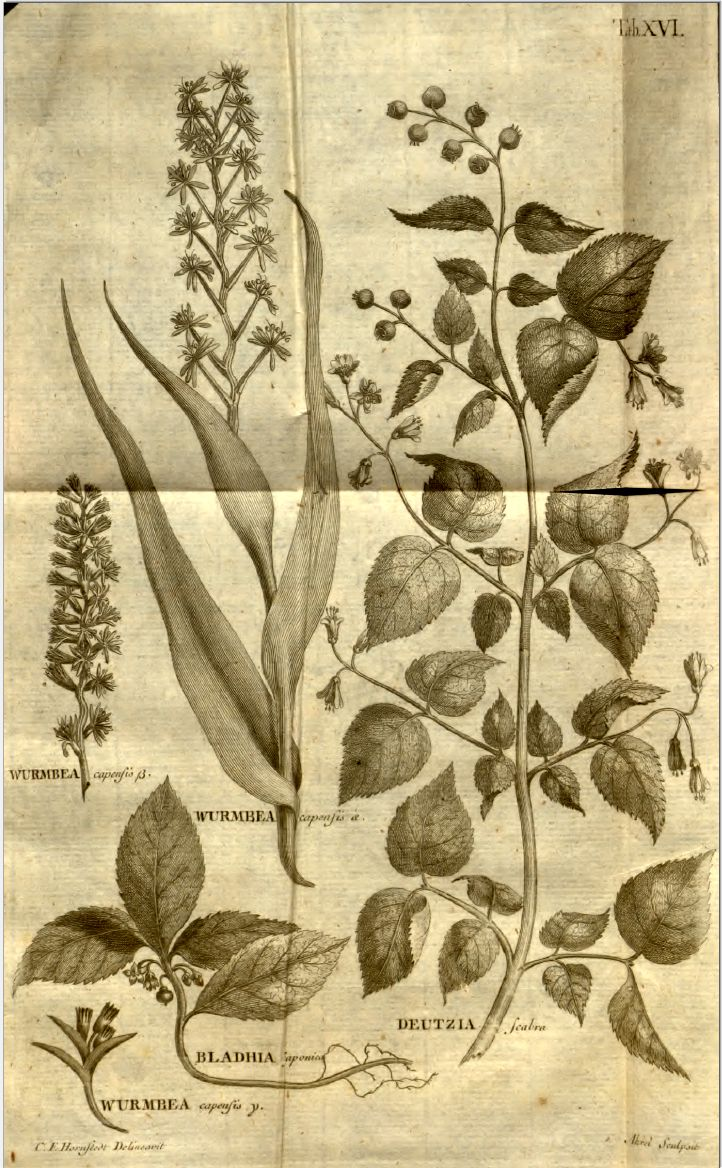
Illustration der Typusart Wurmbea capensis aus der Erstveröffentlichung Thunbergs: Nova Genera Plantarum, 1781

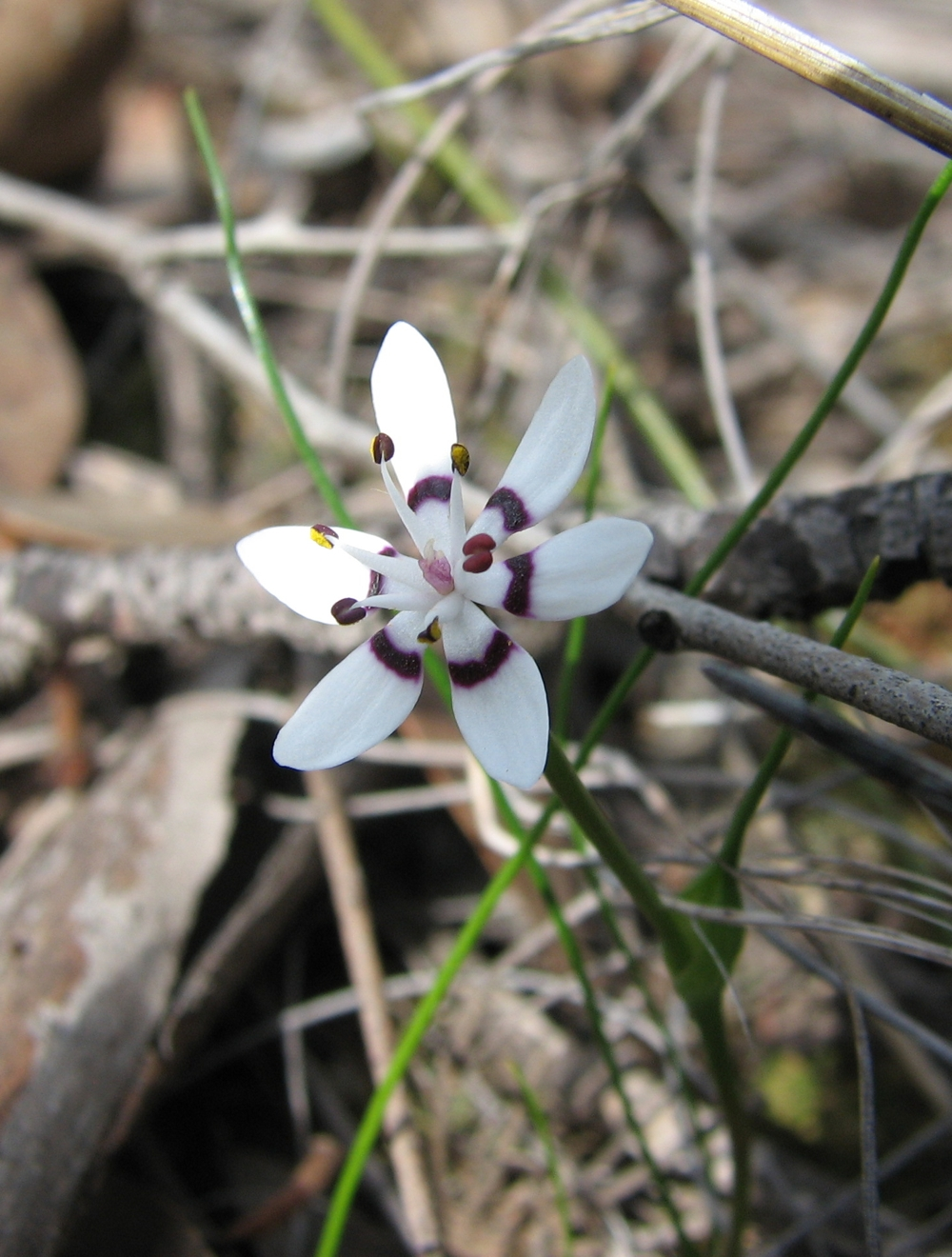
Blüte von Wurmbea dioica

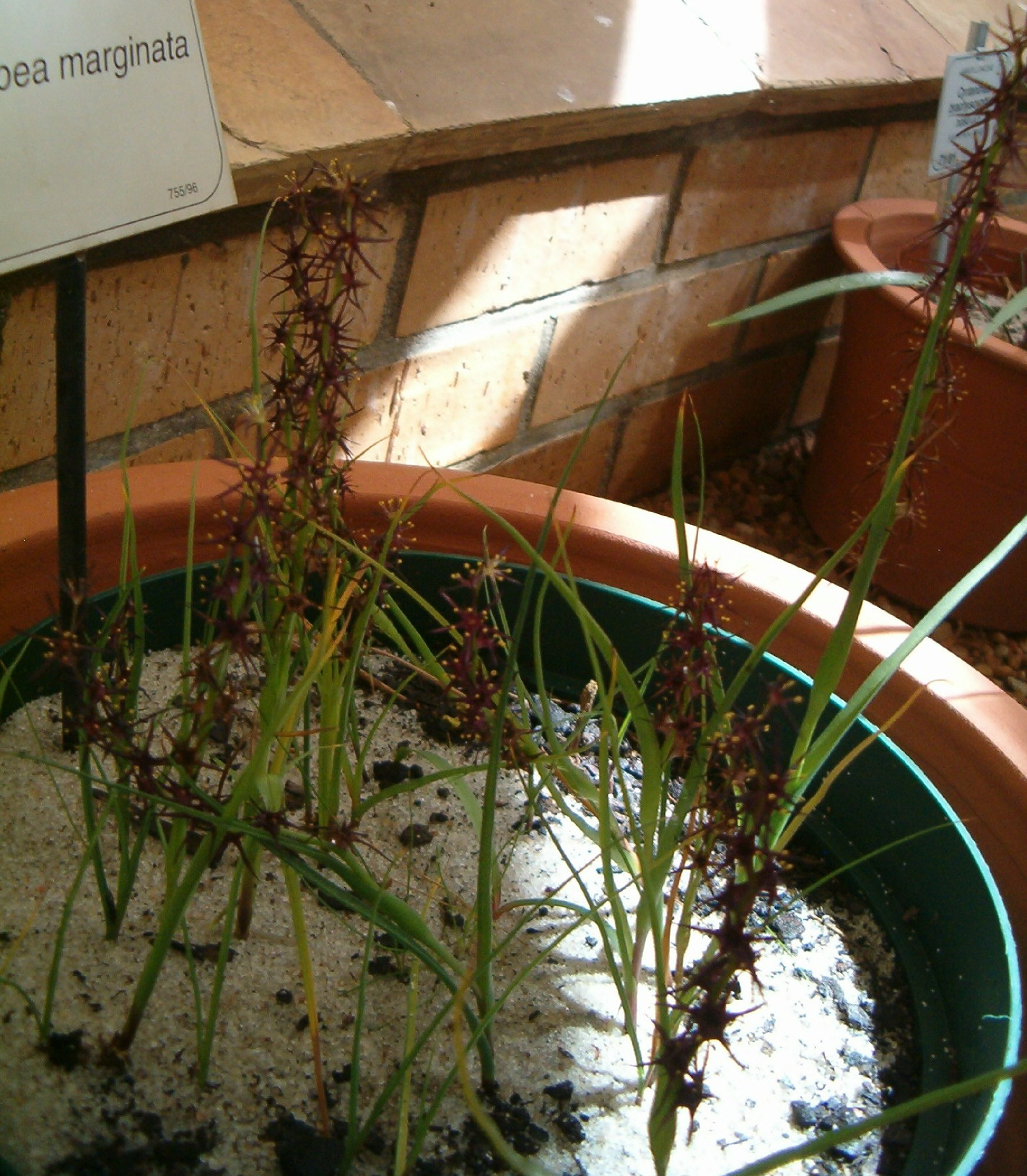
Habitus und Blütenstände von Wurmbea marginata

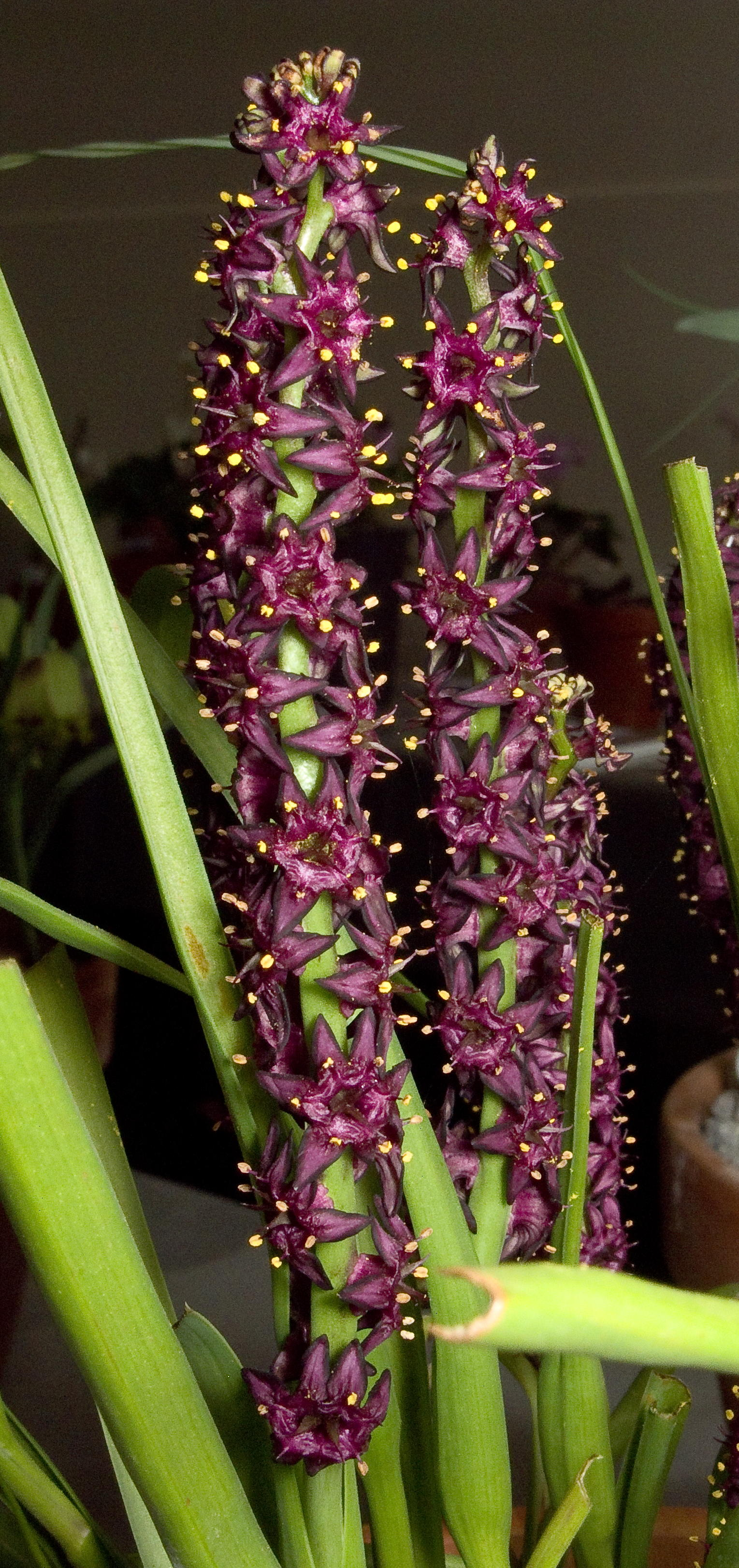
Wurmbea recurva

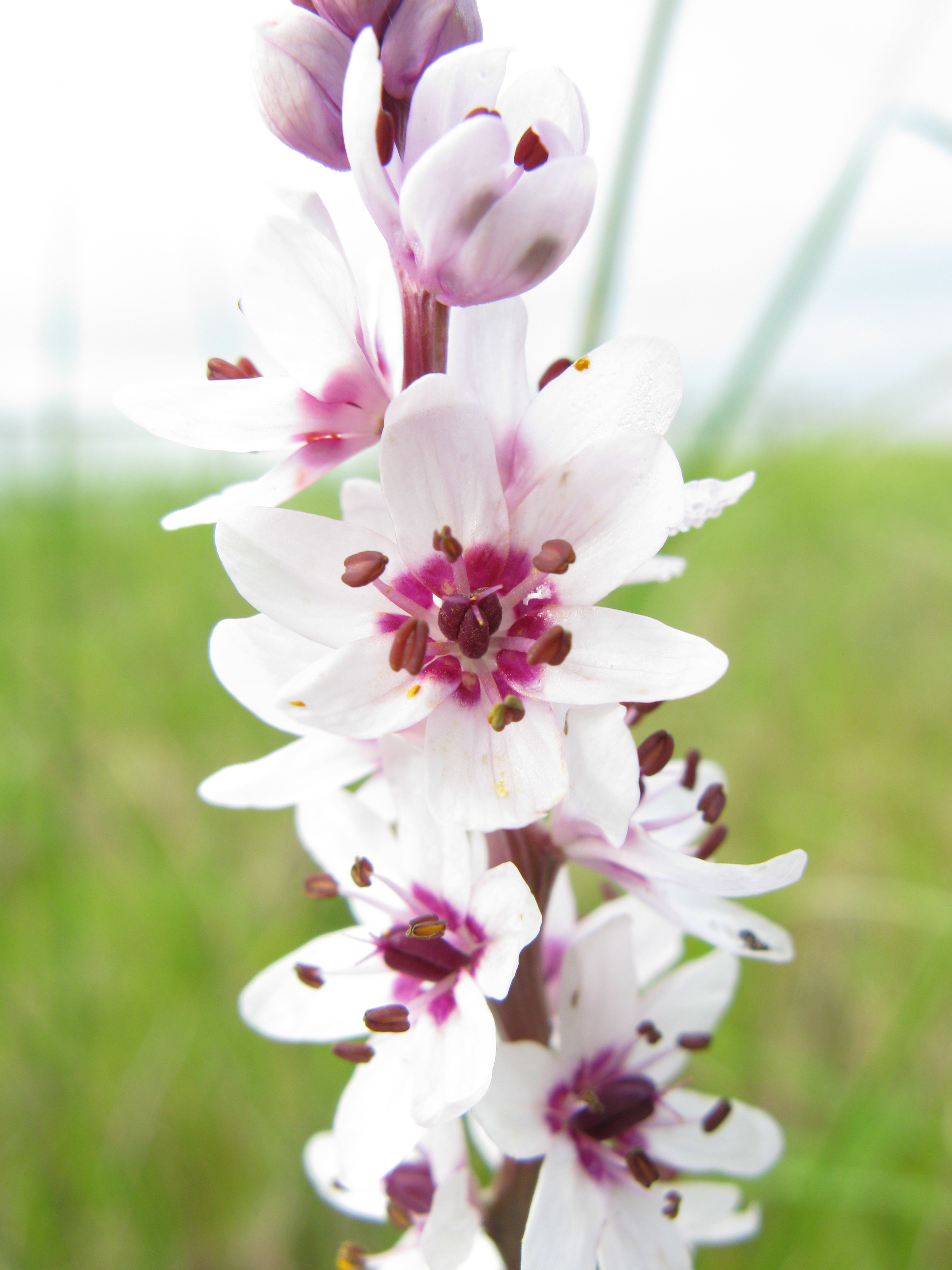
Ausschnitt eines Blütenstand von Wurmbea stricta mit Blüten im Detail

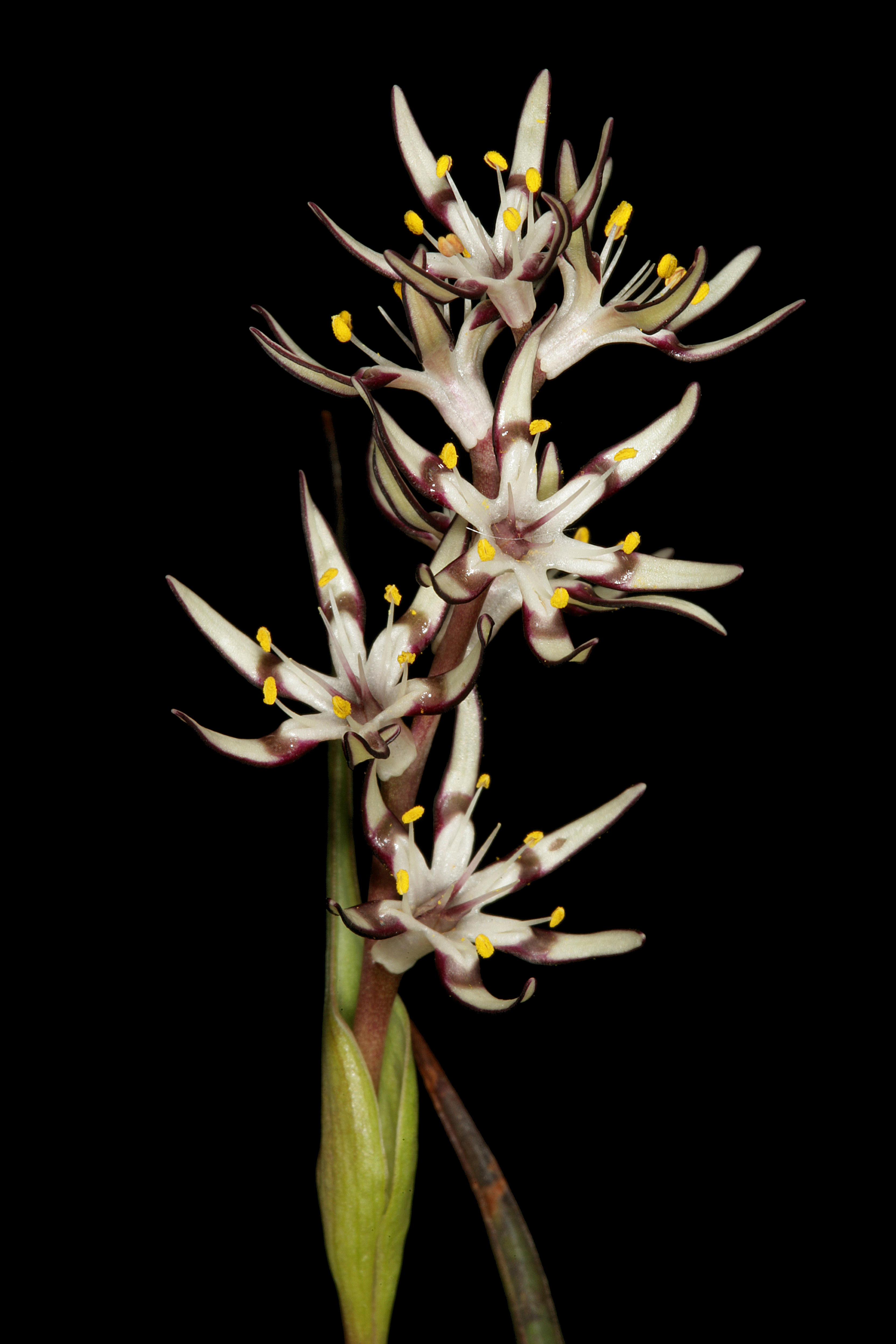
Blütenstand von Wurmbea variabilis

## Systematik, botanische Geschichte und Verbreitung
Die Gattung Wurmbea wurde 1781 durch Carl Peter Thunberg in Nova Genera Plantarum, Band 1, S. 18 aufgestellt. Der Gattungsname ehrt den deutsch-holländischen Kaufmann, Kolonialbeamter und Botaniker Friedrich von Wurmb. Typusart ist Wurmbea capensis Thunb. Synonyme für Wurmbea Kunth sind: Anguillaria R.Br. nom. illeg., Onixotis Raf., Skizima Raf., Dipidax Lawson ex Salisb., Neodregea C.H.Wright.
Eine Revision der afrikanischen Arten außerhalb der Capensis erfolgte in Bertil Nordenstam: The genus Wurmbea in Africa except the Cape region. In: Notes from the Royal Botanic Garden Edinburgh, Volume 36, 1978, S. 211–233. Eine Revision der Arten der Capensis erfolgte in Bertil Nordenstam: The genus wurmbea (Colchicaceae) in the Cape Region. Opera botanica, No. 87, Council for Nordic Publications in Botany, Kopenhagen 1986. Revisionen der australischen Arten erfolgten in Terry D. Macfarlane: A revision of Wurmbea (Liliaceae) in Australia. In: Brunonia, Volume 3, Issue 2, 1980, S. 145–208, Robert J. Bates: The species of Wurmbea (Liliaceae) in South Australia. In: Journal of the Adelaide Botanic Gardens, Volume 16, 1995, S. 33–54. und Robert J. Bates: A review of South Australian Wurmbea (Colchicaceae-Liliaceae): keys, new taxa and combinations, and notes. In: Journal of the Adelaide Botanic Gardens, Volume 21, 2007, S. 75–81. Macfarlane stellte 1980 die Arten der australischen Gattung Anguillaria in die Gattung Wurmbea. Die zwei Arten der Gattung Onixotis und die einzige Art der Gattung Neodregea wurden durch John C. Manning und Annika Vinnersten in A new classification of Colchicaceae, In: Taxon, Volume 56, 2007, S. 177 in die Gattung Wurmbea gestellt.
Die Gattung Wurmbea gehört zur Tribus Anguillarieae innerhalb der Familie Colchicaceae; sie wurde früher in die Familie Liliaceae eingeordnet.
Es gibt etwa 50 Wurmbea-Arten (hier mit ihrer Verbreitung):
- Wurmbea angustifolia B.Nord.: Sie kommt in den südafrikanischen Provinzen Ostkap, Free State und KwaZulu-Natal und in Simbabwe[8] vor.[5]
- Wurmbea australis (R.J.Bates) R.J.Bates: Sie kommt im australischen Bundesstaat South Australia vor.[10]
- Wurmbea biglandulosa (R.Br.) T.D.Macfarl.: Sie kommt in zwei Unterarten in Australien in Queensland, Victoria, New South Wales, im Australian Capital Territory und in Tasmanien vor.[8]
- Wurmbea burrowsii Oosth. & K.Balkwill: Sie wurde 2019 aus Mpumalanga erstbeschrieben. Dieser Endemit gedeiht nur auf feuchtem bis trockenem Grasland über Sandstein im Mount Anderson Naturreservat.[11]
- Wurmbea burttii B.Nord.: Sie kommt in Lesotho und KwaZulu-Natal vor.[5]
- Wurmbea calcicola T.D.Macfarl.: Sie kommt in Western Australia vor[10] und wird als „Endangered“ = „stark gefährdet“ bewertet.[6]
- Wurmbea capensis Thunb.: Sie gedeiht an steinigen Hängen im Westkap und wird als „Vulnerable“ = „gefährdet“ bewertet.[5]
- Wurmbea centralis T.D.Macfarl.: Sie kommt in Australien in South Australia, Western Australia und Northern Territory vor.[10]
- Wurmbea cernua T.D.Macfarl.: Sie kommt in Western Australia vor.[10]
- Wurmbea citrina (R.J.Bates) R.J.Bates: Sie kommt in den australischen Bundesstaaten South Australia sowie New South Wales vor.[10]
- Wurmbea compacta B.Nord.: Sie gedeiht an steinigen Hängen nur in den Montagu-Bergen im Westkap und wird als „Vulnerable“ = „gefährdet“ bewertet.[5]
- Wurmbea decumbens R.J.Bates: Sie kommt in South Australia vor.[10]
- Wurmbea densiflora (Benth.) T.D.Macfarl.: Sie kommt in Western Australia vor.[10]
- Wurmbea deserticola T.D.Macfarl.: Sie kommt in Australien in South Australia, Western Australia und Northern Territory vor.[10]
- Wurmbea dilatata T.D.Macfarl.: Sie kommt im westlichen Western Australia vor.[10]
- Wurmbea dioica (R.Br.) F.Muell.: Von dieser diözischen Art gibt es mehrere Unterarten, die in Western Australia, South Australia, Queensland, New South Wales, Australian Capital Territory, Victoria und Tasmanien vorkommen.[10]
- Wurmbea dolichantha B.Nord.: Sie kommt auf Sand und Ton im Nordkap und Westkap vor.[5]
- Wurmbea drummondii Benth.: Sie kommt in Western Australia vor.[10]
- Wurmbea elatior B.Nord.: Sie kommt im Ostkap vor.[5]
- Wurmbea elongata B.Nord.: Sie gedeiht an felsigen Sandsteinhängen im Ostkap und Westkap.[5]
- Wurmbea fluviatilis T.D.Macfarl. & A.L.Case: Sie kommt im Western Australia vor.[10]
- Wurmbea glassii (C.H.Wright) J.C.Manning & Vinn.: Sie kommt nur im Ost- sowie Westkap vor.[5]
- Wurmbea graniticola T.D.Macfarl.: Sie kommt in Western Australia vor.[10]
- Wurmbea hiemalis B.Nord.: Sie kommt im Westkap an feuchten, sandigen Hängen auf der Kap-Halbinsel vor und wird als „Vulnerable“ = „gefährdet“ bewertet.[5]
- Wurmbea inflata T.D.Macfarl. & A.L.Case: Sie kommt in Western Australia vor.[10]
- Wurmbea inframediana T.D.Macfarl.: Sie kommt in Western Australia vor.[10]
- Wurmbea inusta (Baker) B.Nord.: Sie kommt im Westkap auf feuchten, schweren Böden vor und wird als „Vulnerable“ = „gefährdet“ bewertet.[5]
- Wurmbea kraussii Baker: Sie kommt im Ostkap vor.[5]
- Wurmbea latifolia T.D.Macfarl.: Sie kommt in zwei Unterarten in South Australia, New South Wales sowie Victoria vor;[10] in Tasmanien sind die Bestände vielleicht erloschen.
- Wurmbea marginata (Desr.) B.Nord.: Sie kommt im Westkap auf flachen, feuchten Böden vor.[5]
- Wurmbea minima B.Nord.: Sie kommt im Westkap vor.[5]
- Wurmbea monantha (Endl.) T.D.Macfarl.: Sie kommt in Western Australia vor.[10]
- Wurmbea monopetala (L. f.) B.Nord.: Sie gedeiht an Sandstein- und Granit-Hängen im Westkap.[5]
- Wurmbea murchisoniana T.D.Macfarl.: Sie kommt in Western Australia vor.[10]
- Wurmbea nilpinna R.J.Bates: Dieser seltene Endemit kommt nur in der Davenport Range an der Nilpinna Station in der Lake Eyre Region in South Australia[10] vor. Sie blüht nicht in jedem abhängig von den Regenfällen zwischen Juni und September.
- Wurmbea novae-zelandiae (Hook.f. ex Kirk) Lekhak, Survesw. & S.R.Yadav (Syn.: Anguillaria novae-zelandiae Hook. f. ex Kirk, Iphigenia novae-zelandiae (Hook.f. ex Kirk) Baker): Sie kommt in Neuseeland vom südlichen Canterbury bis ins nördliche Otago vor.[8]
- Wurmbea odorata T.D.Macfarl.: Sie kommt in Western Australia vor.[8]
- Wurmbea punctata (L.) J.C.Manning & Vinn.: Sie kommt im Nordkap und Westkap vor.[5]
- Wurmbea pusilla E.Phillips: Sie kommt in Lesotho und KwaZulu-Natal vor.[5][8]
- Wurmbea pygmaea (Endl.) Benth.: Sie kommt in Western Australia vor.[10]
- Wurmbea recurva B.Nord.: Sie kommt im Westkap vor.[5]
- Wurmbea robusta B.Nord.: Diese gefährdete Art kommt nur in Swartland Shale Renosterveld im Westkap vor. Sie wird als „Critically Endangered“ = „vom Aussterben bedroht“ bewertet.[5]
- Wurmbea saccata T.D.Macfarl. & S.J.van Leeuwen: Sie kommt in Western Australia vor.[8]
- Wurmbea sinora T.D.Macfarl.: Sie kommt in Western Australia vor.[10]
- Wurmbea spicata (Burm. f.) T.Durand & Schinz: Sie kommt mit zwei Varietäten im Nordkap und Westkap vor.
- Wurmbea stellata R.J.Bates: Sie kommt in den Gawler Ranges in South Australia vor.[8]
- Wurmbea stricta (Burm. f.) J.C.Manning & Vinn.: Sie kommt an feuchten Standorten im Westkap und südlichen Namaqualand vor.[5]
- Wurmbea tenella (Endl.) Benth.: Sie kommt in Western Australia vor.[10]
- Wurmbea tenuis (Hook. f.) Baker: Sie kommt mit vier Unterarten im tropischen und südlichen Afrika vor.[8]
- Wurmbea tubulosa Benth.: Sie kommt in Western Australia vor[10] und wird als „Endangered“ = „stark gefährdet“ bewertet.[6]
- Wurmbea uniflora (R.Br.) T.D.Macfarl.: Von dieser seltenen Art gibt es nur weniger als 200 Exemplare an zwei Standorten in der Nähe von Adelaide.
- Wurmbea variabilis B.Nord.: Sie gedeiht an sandigen Hängen im Nord-, Ost- und Westkap.[5]
- Wurmbea viridiflora Oosth. & K.Balkwill: Sie wurde 2019 aus Mpumalanga erstbeschrieben. Dieser Endemit gedeiht nur an feuchten Standorten über Sandstein am Steenkampsberg im Verwaltungsgebiet Roossenekal.[11]

Es gibt einige natürliche Hybriden.

## Nutzung
Über eine Nutzung ist nichts bekannt.